# Challenge Cup
Challenge Cup – międzyklubowe rozgrywki piłkarskie, ustanowione w roku 1897 w Wiedniu przez Johna Gramlicka seniora, współzałożyciela Vienna Cricket and Football Club, który także ufundował symboliczne trofeum. W pucharze miały brać udział drużyny reprezentujące poszczególne narody imperium austro-węgierskiego. Mimo że politycznie turniej nie miał statusu międzynarodowego, uczestnikami byli przedstawiciele trzech nacji – Austriaków, Czechów i Węgrów. 

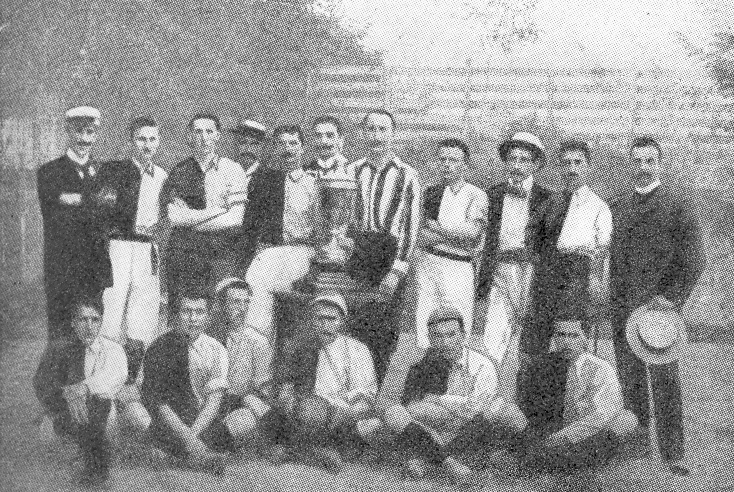
First Vienna FC 1894 z pucharem zdobytym w 1899

## Historia
Kluby mierzyły się w popularnym wówczas w Wielkiej Brytanii systemie pucharowym bez spotkania rewanżowego, aż do finału. Pierwsza edycja została rozegrana w listopadzie 1897 roku. Zwycięzcy półfinałów spotkały się następnie w finale. Zwyciężył klub Vienna Cricket FC.
Puchar był bezpośrednim protoplastą innych rozgrywek tego typu w Europie Środkowej, takich jak Puchar Mitropa czy ustanowiony w 1919 puchar Austrii. Rozgrywki były kilkukrotnie zawieszane, głównie ze względu na intensywny rozwój futbolu krajowego i wzrost znaczenia rozgrywek wewnątrzpaństwowych. W pierwszych trzech edycjach brały udział jedynie kluby z Wiednia, od roku 1900 do rozgrywek dołączyły pozostałe drużyny z Austrii i Węgier, a rok później przyznano miejsce Czechom na podstawie eliminacji. Wśród uczestników dominowały zespoły z Wiednia, Budapesztu i Pragi.
Trofeum za zwycięstwo miało przypaść zespołowi, który wygrał rozgrywki trzy razy z rzędu. Najbliżej tego osiągnięcia był Wiener AC, który jednak z uwagi na rozgrywki Tagblatt Pokal nie zdołał wygrać pucharu w roku 1902. Rok później zmieniono zasady i do dziś trofeum pozostaje w posiadaniu Wiener SC, który zwyciężył w ostatniej edycji pucharu w 1911, pokonując Ferencvárosi TC 3:0. 
W sezonie 1901/02 Vienna Cricket and Football-Club, który od początku był organizatorem Pucharu, w związku z konfliktem z Wiedeńskim Związkiem Piłkarskim zakazał wszystkim innym klubom z Wiednia występować w turnieju.

## Format
W rozgrywkach uczestniczyli od 4 do 12 klubów reprezentujących trzy nacje – Austriaków, Czechów i Węgrów. Wszystkie rywalizacje rozgrywane są w jednym meczu. Zwycięzca kwalifikuje się do dalszych gier, a pokonany odpada z rywalizacji. W wypadku kiedy w regulaminowym czasie gry padł remis, to mecz został powtórzony. Przedostatnia i ostatnia runda odbywała się w Wiedniu, a eliminacje w odpowiednich okręgach. 

## Zwycięzcy i finaliści
| Sezon                               | K | K | T | Zwycięzca               | Wynik | Finalista            | Data, miejsce      | Br. | Król strzelców | Uwagi                                                    |
| Puchar Wyzwań (niem. Challenge-Cup) |   |   |   |                         |       |                      |                    |     |                |                                                          |
| 1897/98                             |   |   | 1 | Vienna CFC              | 7:0   | DÖTV Wiedeń          | 21.11.1897, Wiedeń |     |                | 4 kluby                                                  |
| 1898/99                             |   |   | 1 | First Vienna FC 1894    | 2:1   | Viktoria Wiedeń      | 5.03.1899, Wiedeń  |     |                | 5 klubów                                                 |
| 1899/00                             |   |   | 2 | First Vienna FC 1894    | 2:0   | Vienna CFC           | 11.03.1900, Wiedeń |     |                | 7 klubów                                                 |
| 1900/01                             |   |   | 1 | Wiener AC               | 1:0   | Slavia Praga         | 21.03.1901, Wiedeń |     |                | 6 klubów                                                 |
| 1901/02                             |   |   | 2 | Vienna CFC              | 2:1   | Budapesti Torna Club | 19.05.1902, Wiedeń |     |                | 10 klubów                                                |
| 1902/03                             |   |   | 2 | Wiener AC               | w.o.  | ČAFC Vinohrady       | 24.05.1903, Wiedeń |     |                | 12 klubów, rywale z Pragi nie przyjechali, zwycięzca WAC |
| 1903/04                             |   |   | 3 | Wiener AC               | 7:0   | Vienna CFC           | 10.04.1904, Wiedeń |     |                | 9 klubów, nie przybyli przeciwnicy z Węgier i Czech      |
| 1904/05                             |   |   | 1 | Wiener Sportvereinigung | 2:1   | Magyar AC Budapeszt  | 24.04.1905, Wiedeń |     |                | 7 klubów                                                 |
| 1906-1908                           |   |   |   |                         |       |                      |                    |     |                | nie rozgrywano                                           |
| 1908/09                             |   |   | 1 | Ferencvárosi TC         | 2:1   | Wiener Sport-Club    | 13.06.1909, Wiedeń |     |                | 8 klubów                                                 |
| 1909/10                             |   |   |   |                         |       |                      |                    |     |                | nie rozgrywano                                           |
| 1910/11                             |   |   | 1 | Wiener Sport-Club       | 3:0   | Ferencvárosi TC      | 23.09.1911, Wiedeń |     |                | 9 klubów                                                 |

Uwagi:
Chociaż historycy piłki nożnej mają problemy z udowodnieniem odbycia się edycji w sezonie 1909/10, w finale rzekomo mieli zagrać Budapesti TC i Wiener SC (2–1)

## Statystyki

### Klasyfikacja według klubów
W dotychczasowej historii oficjalnych rozgrywek o Challenge Cup na podium oficjalnie stawało w sumie 12 drużyn. Liderem klasyfikacji jest Wiener AC, który zdobył 3 Puchary.
| Lp. | Klub                     | Zdobywca | Finalista | Lata triumfów    |   |   |                           |
| --- | ------------------------ | -------- | --------- | ---------------- | - | - | ------------------------- |
| Lp. | Klub                     | 1.       | Wiener AC | Lata triumfów    | 3 | 0 | 1900/01, 1902/03, 1903/04 |
| 2.  | Vienna CFC               | 2        | 2         | 1897/98, 1901/02 |   |   |                           |
| 3.  | First Vienna FC          | 2        | 0         | 1898/99, 1899/00 |   |   |                           |
| 4.  | Ferencváros              | 1        | 1         | 1908/09          |   |   |                           |
| 4.  | Wiener SC                | 1        | 1         | 1910/11          |   |   |                           |
| 6.  | Wiener SV                | 1        | 0         | 1904/05          |   |   |                           |
| 7.  | DÖTV Wiedeń              | 0        | 1         |                  |   |   |                           |
| 7.  | Viktoria Wiedeń          | 0        | 1         |                  |   |   |                           |
| 7.  | Slavia Praga             | 0        | 1         |                  |   |   |                           |
| 7.  | Budapesti TC             | 0        | 1         |                  |   |   |                           |
| 7.  | ČAFC Královské Vinohrady | 0        | 1         |                  |   |   |                           |
| 7.  | Magyar AC                | 0        | 1         |                  |   |   |                           |

### Klasyfikacja według miast
| Miasto    | Liczba tytułów | Drużyny                                                                          |
| --------- | -------------- | -------------------------------------------------------------------------------- |
| Wiedeń    | 9              | Wiener AC (3), Vienna CFC (2), First Vienna FC (2), Wiener SC (1), Wiener SV (1) |
| Budapeszt | 1              | Ferencváros (1)                                                                  |